# Bpost
bpost ist das nationale Postunternehmen des Königreichs Belgien. Das Unternehmen hat mehr als 27.000 Mitarbeiter. Die Aktien der Bpost werden an der Euronext Brüssel gehandelt und waren bis 2019 im BEL20 enthalten.

## Geschichte
Die heutige bpost ging im März 2000 aus der Privatisierung der 1830 gegründeten staatlichen De Post–La Poste hervor. Im 2006 übernahm ein Konsortium unter der Führung der Post Danmark und CVC Capital Partners eine Beteiligung von 49,99 Prozent an De Post–La Poste vom belgischen Staat. 2009 zog sich Post Danmark von seiner Beteiligung zurück und CVC Capital Partners war seither neben dem belgischen Staat Hauptaktionär. Heute hält der belgische Staat einen Anteil von 51,04 Prozent. Einen Anteil von 0,46 Prozent halten die Mitarbeiter der Bpost; die restlichen 48,5 Prozent sind in Streubesitz. Am 1. Januar 2010 änderte De Post–La Poste seinen Namen in bpost. Seit dem 21. Juni 2013 werden die Aktien der bpost an der Euronext gehandelt. Am 24. März 2014 wurde das Unternehmen in den BEL20 aufgenommen.
In den folgenden Jahren übernahm bpost mehrere Unternehmen, darunter den belgischen Teil von Lagardère Travel Retail und DynaGroup.